# Boehmantis microtympanum
Boehmantis microtympanum е вид жаба от семейство Mantellidae. Видът е застрашен от изчезване.

## Разпространение
Разпространен е в Мадагаскар.

## Описание
Популацията на вида е намаляваща.